# Graptomyza atripes
Graptomyza atripes är en tvåvingeart som beskrevs av Jacques-Marie-Frangile Bigot 1883. Graptomyza atripes ingår i släktet Graptomyza och familjen blomflugor. Inga underarter finns listade i Catalogue of Life.